# Кильмезь (Удмуртия)
Кильме́зь — село в Сюмсинском районе Удмуртской республики на границе с Кировской областью. Расположено на реке Кильмезь (приток реки Вятка), недалеко от впадения в неё рек Лумпун и Вала. Также известно как Сюрекский леспромхоз, в прошлом являвшийся одним из крупнейших в СССР. Конечная станция железнодорожной ветки Ижевск — Кильмезь, в 150 км к западу от Ижевска. В настоящее время железнодорожное сообщение отсутствует.

## Этимология
Село названо по реке, происхождение названия которой не вполне ясно, скорее всего, оно финно-угорское.

## Население
Население села очень пёстрое. Среди основных народов преобладают русские, татары и удмурты. Число жителей составляет 2910 человек (по переписи 2010 года).

## Физико-географическая характеристика

### Географическое положение
Село располагается в Восточной части Восточно-Европейской равнины, на реке Кильмезь, левом притоке реки Вятки.

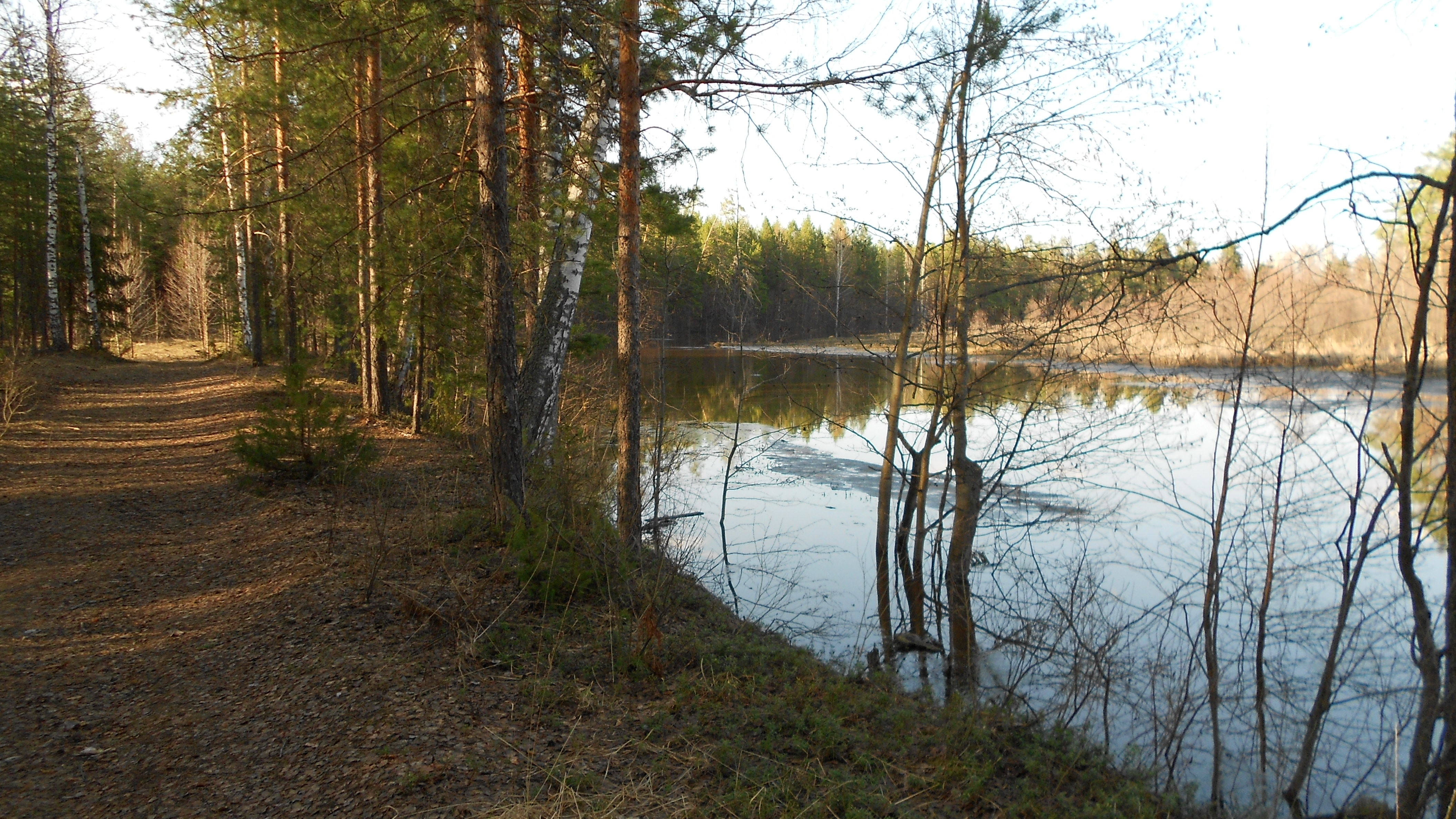
Озеро Круглыш
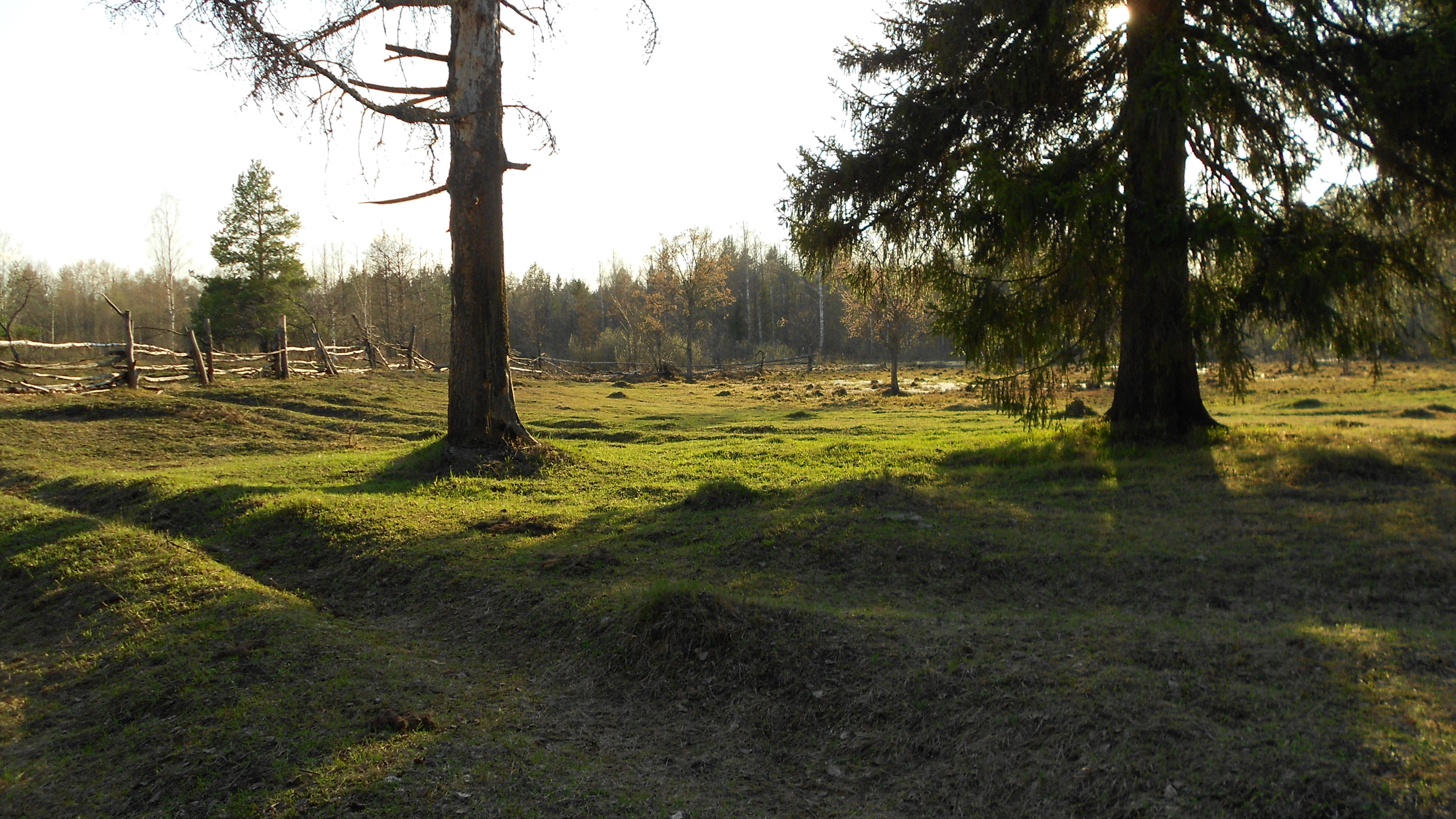
Природа Кильмези
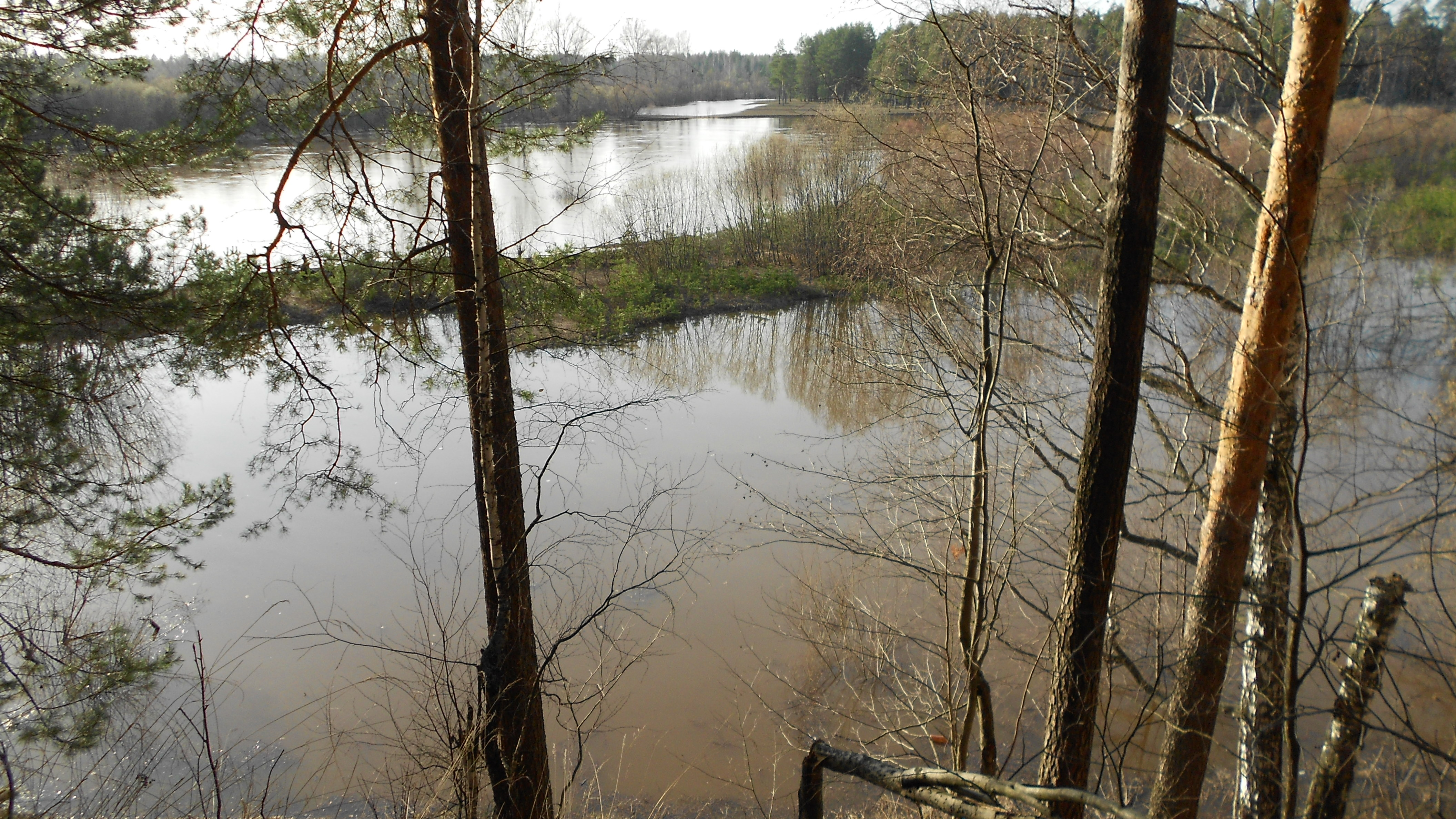
Разлив реки Кильмезь весной

### Часовой пояс
Село Кильмезь, как и вся Удмуртия, находится в часовой зоне МСК+1. Смещение применяемого времени относительно UTC составляет +4:00.
Время в селе Кильмезь опережает географическое поясное время на один час.

### Растительность

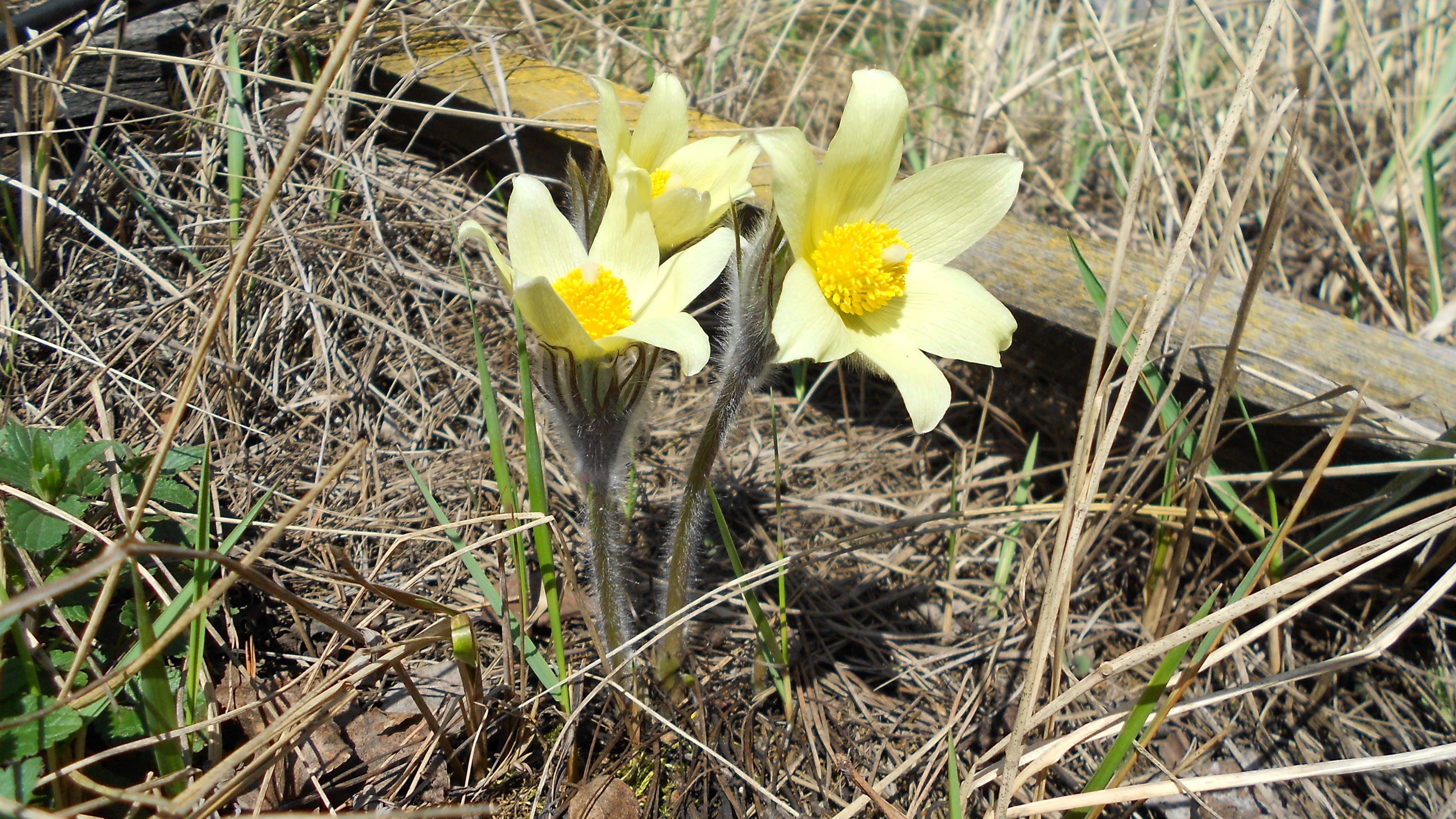
Прострел
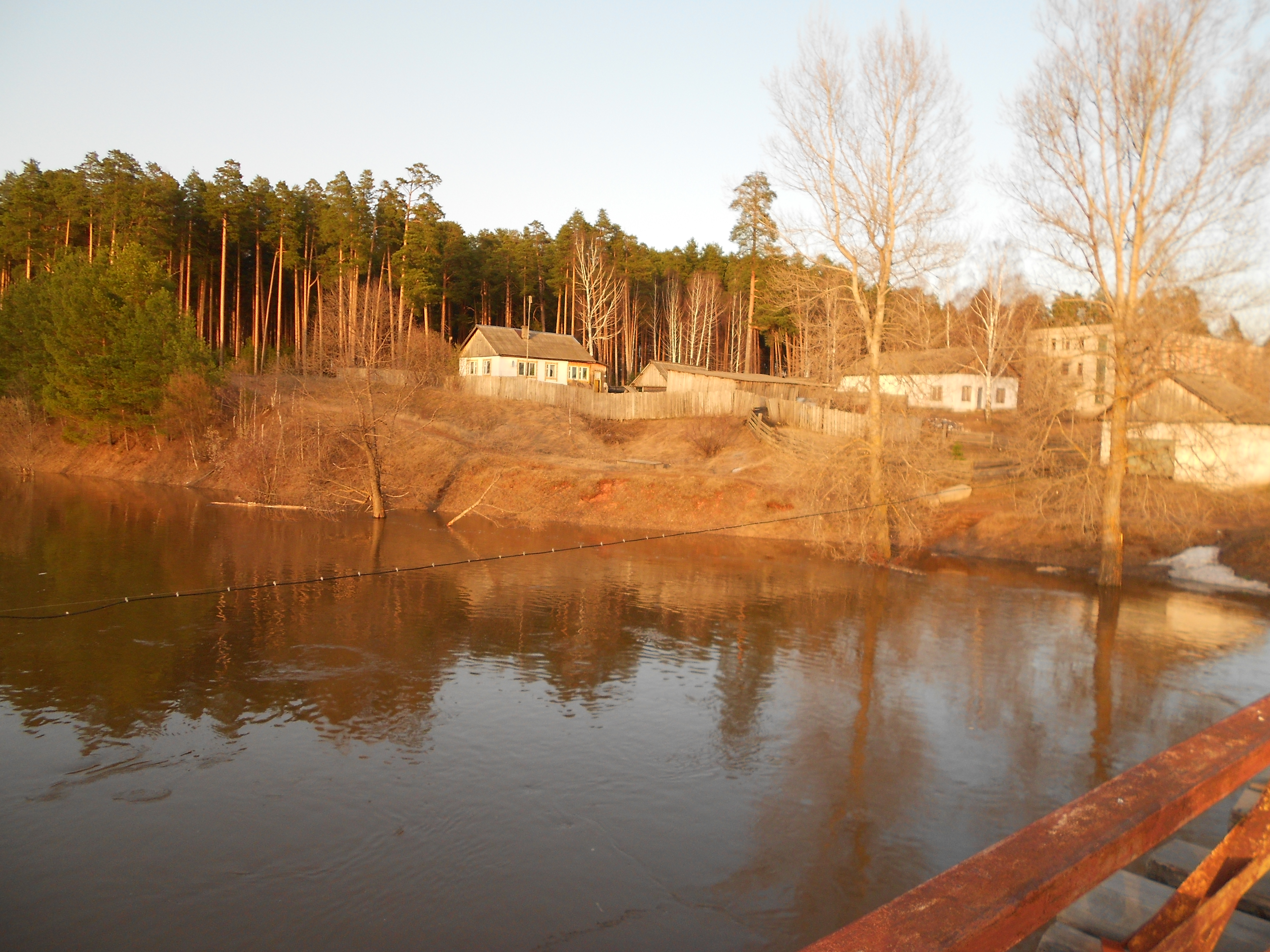
Кильмезский парк

## Инфраструктура

### Образование
Дошкольные образовательные учреждения (ДОУ):
муниципальное бюджетное дошкольное образовательное учреждение Кильмезский детский сад (МБДОУ Кильмезский детский сад).
Учреждения среднего (полного) общего образования (СОШ):
муниципальное бюджетное общеобразовательное учреждение Кильмезская средняя общеобразовательная школа (МБОУ Кильмезская СОШ).
Учреждения для детей-сирот и детей, оставшихся без попечения родителей (законных представителей):
муниципальное казенное образовательное учреждение для детей-сирот и детей, оставшихся без попечения родителей «Орловский детский дом» (МКОУ «Орловский детский дом»)
Другие учреждения, осуществляющие образовательный процесс:
Детская школа искусств села Кильмезь.

### Здравоохранение
Кильмезская врачебная амбулатория.

## История

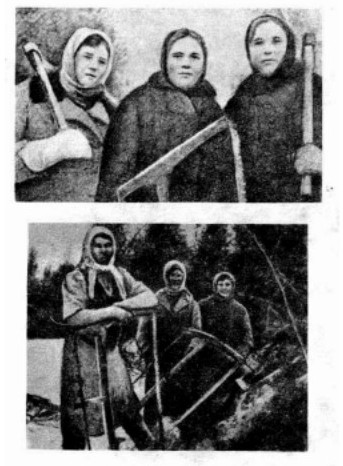
Труженицы леса во время войны

В 1939 году приказом по тресту «Оборонлес» в мае того же года создан Кильмезский лесопромышленный комбинат (с. Сюмси, КЛПК), сюда вошли 8 лесопунктов и Сюмсинская лесная школа, выведенные из подчинения Ижевского лесопромышленного комбината, Сюмсинская сплавная контора, преобразованая в Кильмезскую сплавную контору (КПК) с подчинением тресту «Оборонлес». С августа 1940 года приказом по тресту «Оборонлес» Кильмезская сплавная контора административно переподчиняется Кильмезскому лесопромышленному комбинату (с. Сюмси). 16 марта 1942 года на основании приказа по тресту «Ижлес» за № 73 был организован строительный участок по строительству Кильмезской лесоперевалочной биржи и рейда на 4-й площадке, начато строительство лесобиржи. Начальником строительства лесобиржи был назначен Б. П. Елкин, первым директором — А. Г. Москвин.

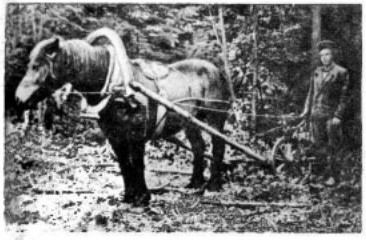
На подвозке древесины в лесу в 40-е гг.

Там, где раскинулся поселок, была сплошная тайга. Об этом свидетельствует тот факт, что, когда уже началось строительство 4-й площадки, на одного из поселенцев Ивана Дерга напала рысь. От нанесенных ею ран, Дерг скончался. А там где сейчас расположены улицы Маяковского и Пушкинская, по воспоминаниям первых строителей — старожилов поселка, был большой черничник. А он, как известно, растет только в таежных лесах. Только одно строение было на месте будущего поселка — барак для сплавщиков, где были размещены спецпереселенцы. С образованием колонии в 1943 году их поселили в землянки. Землянки эти были расположены там, где сейчас находится контора леспромхоза, на берегу реки Кильмезь. О том, как жилось и работалось этим людям, вспоминает один из спецпереселенцев, участвовавший в строительстве поселка, Рудольф Густавович Белон. В первые месяцы войны он был призван на фронт. Но как лицо немецкой национальности, был отправлен в трудармию. Он рассказывает: 

 «Всех немцев в то время отправляли в трудармию. На Уве трудармию нельзя было сравнить ни с чем иным, кроме как с колонией — все обворованные, одеться не во что… В апреле 1942 года эту трудармию закрыли, всех раскидали по леспромхозам. Я попал в Кильмезь, где стояли барак, контора и конный двор.
Работали мы сутками на самых трудоемких работах, бывало, не можешь, а молчишь. Все пообносились, ходили как нищие. Все мы были в спецкомендатуре. За пределы биржи выезжать было нельзя, если в Ижевск едешь, то обязательно сопровождали. Часто приезжали из НКВД, поговорят с тобой, а потом расписку возьмут, что молчать будешь, о чём говорили. Не то на 10 лет посадят. Посадить тогда человека было просто. Помню, в 1943 году 800 человек колонистов пригнали — это были те, кто ушли с ФЗО, опоздали на завод по каким-либо причинам — им по 10 лет дали. Были здесь и воры. Они не работали, считали себя выше этого, за связь с колонистами срок давали, но мы больно-то не касались их. Побеги были, их ловили, зверски избивали. Собак на них пускали… Когда прибыли колонисты, нас из барака выселили. Жили в землянках, где кроме нар, не было ничего. Придешь, бывало, зимой в промерзшую землянку, портянки с ног снять не можешь, отдираешь прямо с кожей. Еды давали только, чтобы с голоду не умерли. Некоторые не выдерживали, и бывали случаи, когда даже пальцы себе отрубали на руках, чтобы не ходить на лесоповал. Многие гибли от несчастных случаев, ведь никакая техника безопасности, конечно же, не соблюдалась. Да и за людей то нас не считали».
.

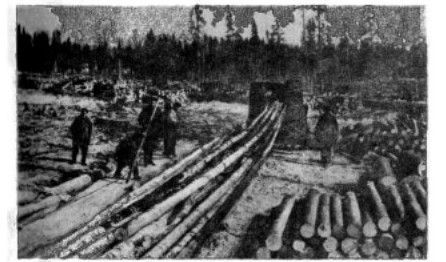
Подвозка леса в хлыстах на верхний склад трактором КТ-12.50-е гг.

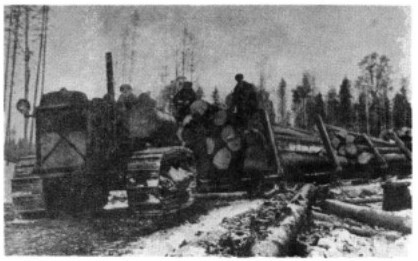
Вывозка леса по тракторной ледяной дороге. 60-е гг.

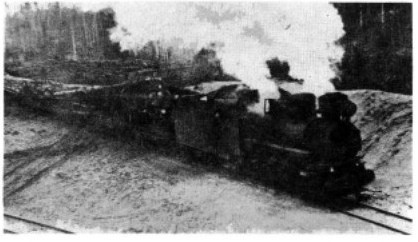
Вывозка леса по узкоколейной железной дороге с паровозной тягой. 60-е гг.

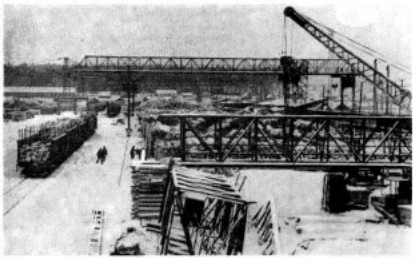
Монтаж крана ККС-10 на нижнем складе Сюрекского леспромхоза. 1968 г.

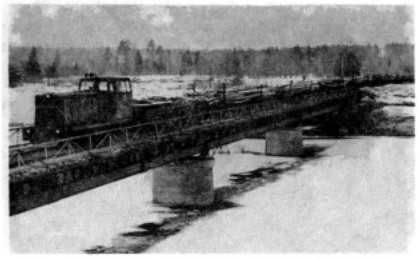
Вывозка леса в хлыстах тепловозом ТУ-7. Состав в 12 сцепов заходит на мост через реку Кильмезь. 1976 г.

Так было положено начало поселку Кильмезь. В это же время шло строительство железной дороги «Ува — Кильмезь» для вывозки древесины. А пока лес по-прежнему сплавляли по реке Кильмезь, все работы выполнялись вручную. А вывозка леса осуществлялась на лошадях. Когда в январе 1943 года в Кильмезь пришел первый поезд, это было настолько необычно, что посмотреть на это пришли жители соседней деревни Балма. Это лишний раз доказывает, в какой глуши создавался поселок. В этом же году строительство Кильмезской лесоперевалочной биржи было завершено. Ежесуточная отправка леса доходила до 120 вагонов. В феврале 1948 года 4-я площадка была преобразована в Сюрекский леспромхоз, поскольку контора до этого находилась на станции Сюрек. Хотя пожилые люди в поселке и жители соседней Кировской области до сих пор называют поселок Кильмезь — «4-й». В 1953 году поселку было дано название Кильмезь, хотя его первоначально хотели назвать поселок Октябрьский.
Поселок рос, и в генеральном проекте был предусмотрен и ныне существует, олицетворяющий красоту села, сосновый парк. Первоначально этот лес попал под вырубку. Но уже тогда нашлись люди, которые жили не сиюминутными интересами, а смотрели в будущее. Но за красоту пришлось заплатить штраф. Первоначальная сумма составляла 125000 рублей, но главный инженер леспромхоза В. М. Кутуков съездил в Москву, в Ленинград. И сумма штрафа была снижена до 60000.
О событиях того времени напоминают названия некоторых улиц поселка. Одно из них-улица Одесская. Когда спецпереселенцам разрешили свободное поселение, они обосновались на этой улице и дали ей такое название, потому что многие из них были с Одесской области. До сих пор здесь сохранились дома, построенные руками спецпереселенцев. Около каждого домика обязательно был палисадник, где росли мальвы. Их в поселке ещё долго называли немецкими цветами.
История поселка сохранилась и в названии его частей. То место, где находилась колония, жители до сих пор называют «зоной». Там же находилось и кладбище для колонистов и спецпереселенцев. До сих пор при строительстве домов в этой части поселка находят кости. Останки тех людей, которые строили «4-ю площадку». Позднее захоронения стали делать на кладбище деревни Балма. Практически с первых дней, задолго до реабилитации, и на протяжении многих лет мастером Сюрекского леспромхоза работал К. А. Динер, бригадиром в стружечном цехе работала Матте Ирма. Даже уникальный природный памятник Удмуртии — Патранские болота — и назван так по фамилии мастера Патрана, под чьим руководством была построена ветка Увинской железной дороги.
В 1962 году слесарь П.Кирпичников придумал механическое сбрасывающее устройство, приводимое в действие тросиком из кабины трактора. В том же году был построен стружечный цех. По итогам второго полугодия 1963 года почётное звание «Лучшая лесозаготовительная Бригада страны» заслуженно завоевала бригада З. Н. Нигамова, выполнившая план на 120,5 % и обеспечившая выработку на 146,5 %. Работы по строительству железобетонного моста через реку Кильмезь велись с 1964 по 1968 годы. С 1967 по 1972 год были построены краны типа КК-20. В 70-х годах активно ведется строительство цехов для переработки древесины. Самый большой объём заготовки леса 552,2 тыс. кубических метров произведен в 1972 году. На тот момент Сюрекский леспромхоз был крупнейшим в Удмуртии, и одним из крупнейших в СССР. В 1975 году был построен и введен в эксплуатацию железнодорожный мост длинной 109 метров. В 80-х годах производство на леспромхозе стало уменьшаться, что связано с уменьшением лесных площадей около предприятия. В начале 90-х годов началось молниеносное падение леспромхоза. В настоящее время леспромхоз, который являлся главным и в основном единственным предприятием предоставлявшим местному населению работу, значительно уменьшил объемы производства.
С 2001 года пгт Кильмезь официально стал сельским поселением, и в настоящее время именуется как село Кильмезь.

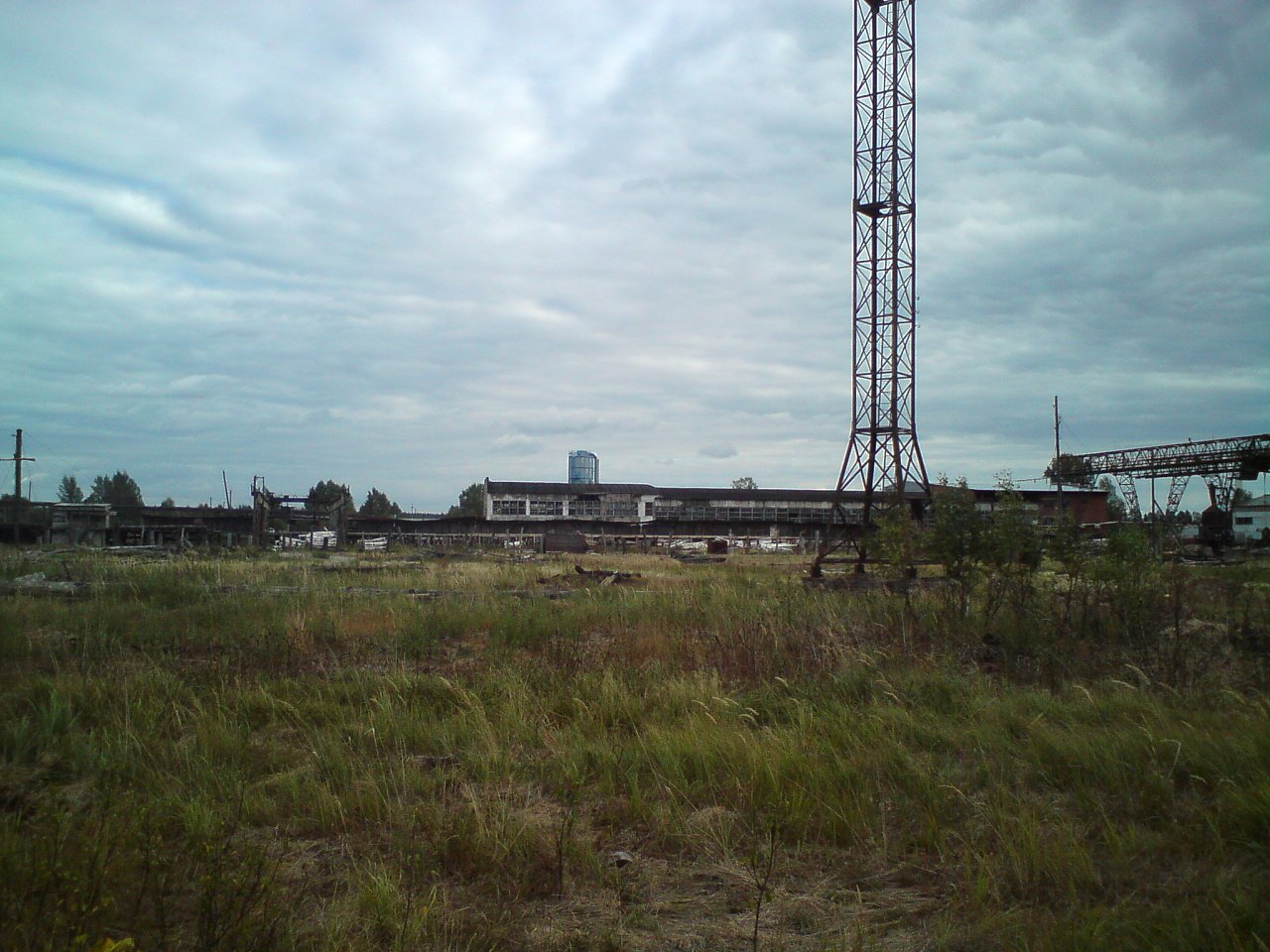
Сюрекский леспромхоз (август 2010 г.)
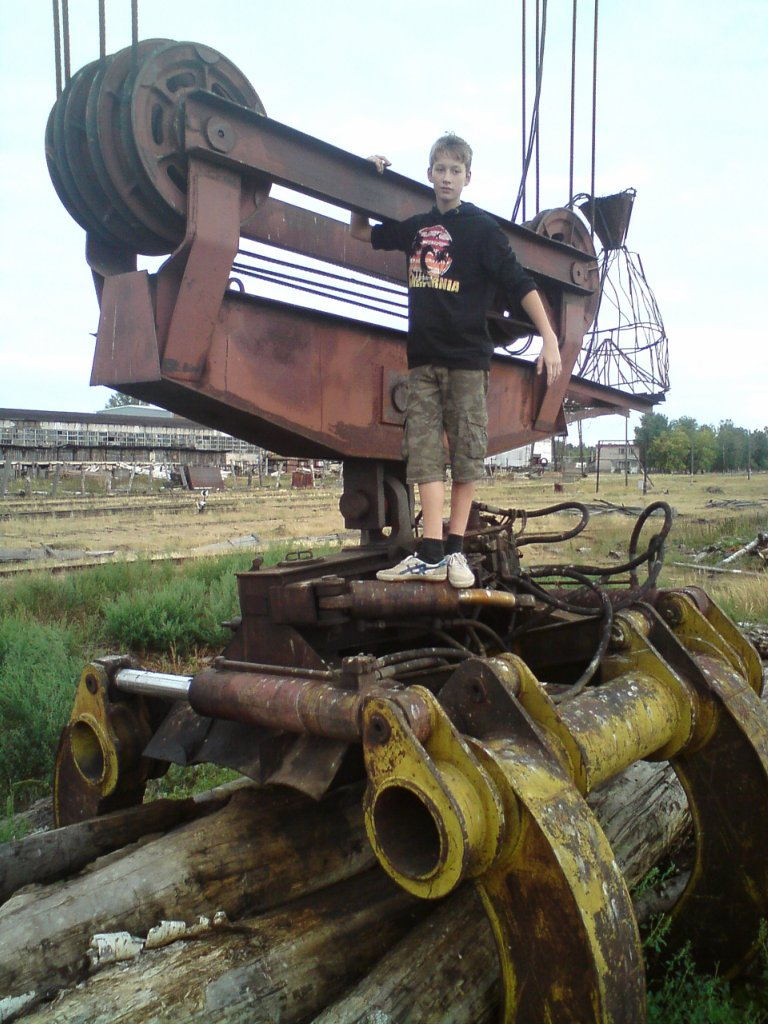
Кран КК-20  (август 2010 г.)
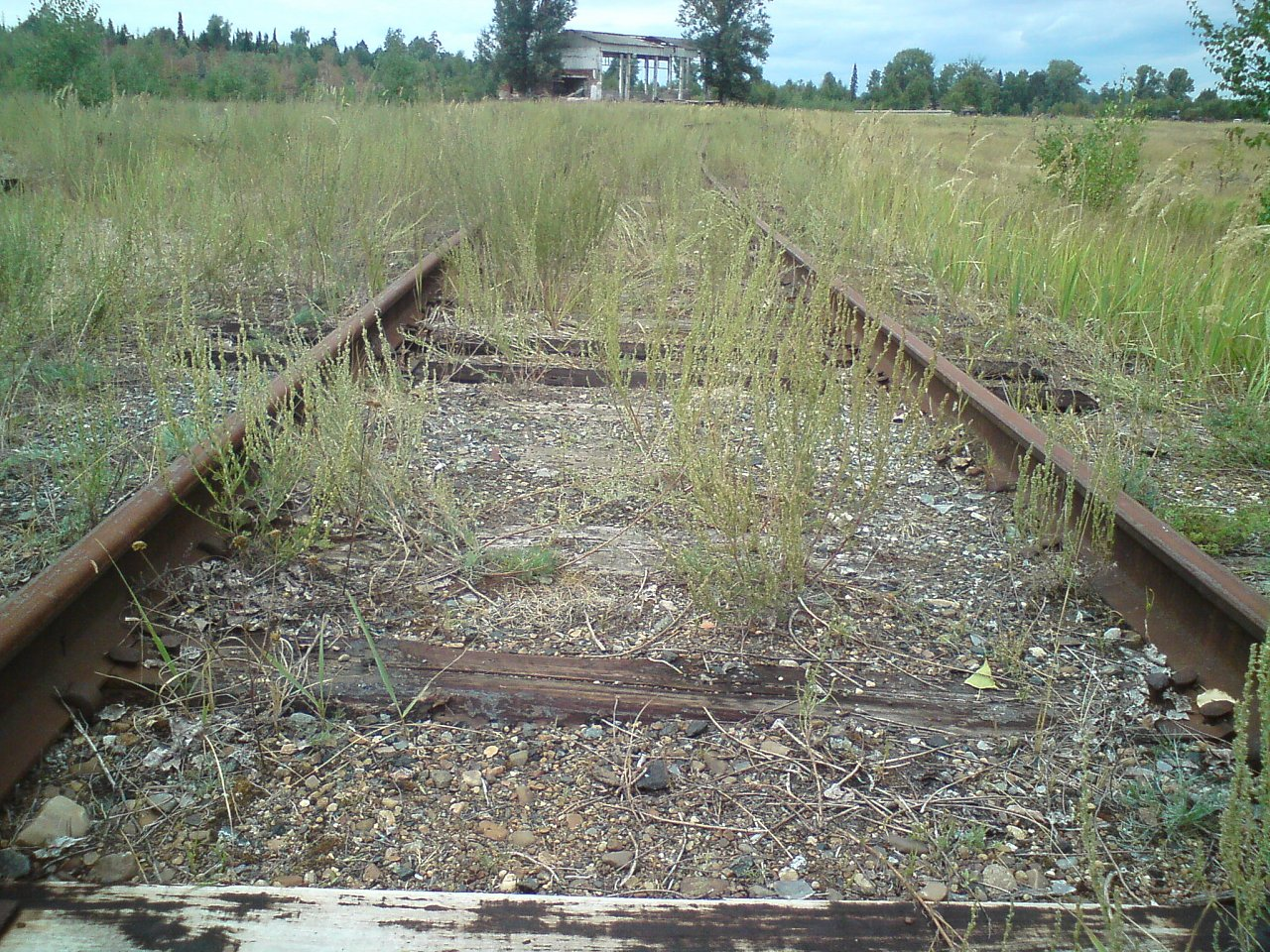
Железная дорога Сюрекского леспромхоза (август 2010 г.)